# Флаг Сергиевского сельского поселения (Краснодарский край)
Флаг муниципального образования Се́ргиевское сельское поселение Кореновского района Краснодарского края Российской Федерации — опознавательно-правовой знак, служащий официальным символом муниципального образования.
Флаг утверждён 4 мая 2007 года и внесён в Государственный геральдический регистр Российской Федерации с присвоением регистрационного номера 3382.

## Описание
«Прямоугольное малиновое полотнище с отношением ширины к длине 2:3, несущее косую широкую (1/4 ширины полотнища) белую полосу от верхнего угла, поверх которой воспроизведена сторожевая казачья вышка жёлтого цвета».

## Обоснование символики
Флаг языком символов и аллегорий отражает природные и экономические особенности сельского поселения.
Сергиевское сельское поселение состоит из станицы Сергиевской и хутора Нижнего.
Станица Сергиевская основана весной 1794 года запорожскими казаками, переселившимися на кубанские земли по жалованной грамоте императрицы Екатерины II, что аллегорически отражено на флаге малиновым цветом — определяющим цветом запорожских казаков и казачьей сторожевой вышкой жёлтого цвета.
Белая широкая диагональная полоса на флаге аллегорически показывает реку Кирпили вдоль берегов которой расположено поселение.
Жёлтый цвет сторожевой вышки символизирует заслуги казаков и уважение.
Белый цвет символизирует чистоту, совершенство, мир и взаимопонимание.